# Waldemar Grab
Waldemar Grab (* 1956) ist ein deutscher Barpianist, Komponist, Autor und Musikevangelist.

## Leben
Waldemar Grab, Verlagskaufmann und Journalist, war sieben Jahre lang in der Luftwaffe der Bundeswehr Abteilungsleiter der „Sektion Flugbegleiter“ unter Bundeskanzler Helmut Schmidt und dem Minister des Auswärtigen, Hans-Dietrich Genscher und flog in der Kanzlermaschine weit über 10.000 Flugstunden mit ihnen und den höchsten Staatsgästen der Welt. Er machte in den 1990er Jahren sein Hobby, das Klavierspielen, zum Beruf und spielte kurz darauf als Pianist für André Rieu in Holland und Wolfgang Rademann in Berlin, spielte mit Peter Alexander, Paul Kuhn, Helmut Zacharias. Von 1994 bis 2000 war Waldemar Grab Präsident des Deutschen Pianistenverbandes. Bis 2004 spielte er bei 87 Weltreisen auf dem ZDF-Traumschiff Deutschland als Show- und Barpianist.

## Kompositionen (Auswahl)
- Casa Laura.
- Ich wär so gern dabei gewesen.

### Tonträger (Auswahl)
- Mit dem Traumschiff um die Welt. Eurofonia 2003.
- "GEBORGEN IN DIR" . eine Mischung aus Instrumentalstücken und neuen Liedern
- TASTEN BERÜHREN SEELE Eine musikalische Reise durch die Welt mit Waldemar Grab am Flügel.